# 銀犬齒河脂鯉
銀犬齒河脂鯉，為輻鰭魚綱脂鯉目脂鯉亞目脂鯉科的其中一個種，為熱帶淡水魚，分布於南美洲巴拉圭河、烏拉圭河及巴拉那河流域，體長可達24公分，棲息在底中層水域，生活習性不明。